# La oración del huerto (El Greco, Budapest)
La oración del huerto de Getsemaní es un lienzo realizado por el Greco, que se encuentra actualmente en el Museo de Bellas Artes de Budapest.

## Introducción
En su catálogo razonado de obras del Greco, Harold Wethey distingue dos variaciones bastante diferentes sobre este tema. El tipo I comprende tres pinturas de formato apaisado, mientras que los lienzos de formato vertical componen el tipo II. El presente lienzo pertenece a este segundo modelo.

## Tema de la obra
La Oración del huerto de Getsemaní es un episodio citado en los cuatro evangelios canónicos. El evangelio de Juan ofrece una pequeña introducción (Jn 18: 1-3), y los tres evangelios sinópticos hacen una relación más detallada. El cuadro del Greco está basado en el relato del evangelio de Mateo (Mt  26:36-46)y en el del evangelio de Marcos (Mc 14: 32-42)—que son casi iguales— pero añade elementos del evangelio de Lucas (Lc. 22: 39-4) refiriendo la aparición del ángel, y representando a Jesús arrodillado y no prosternado, como lo hacen los otros dos evangelios sinópticos.

## Análisis de la obra

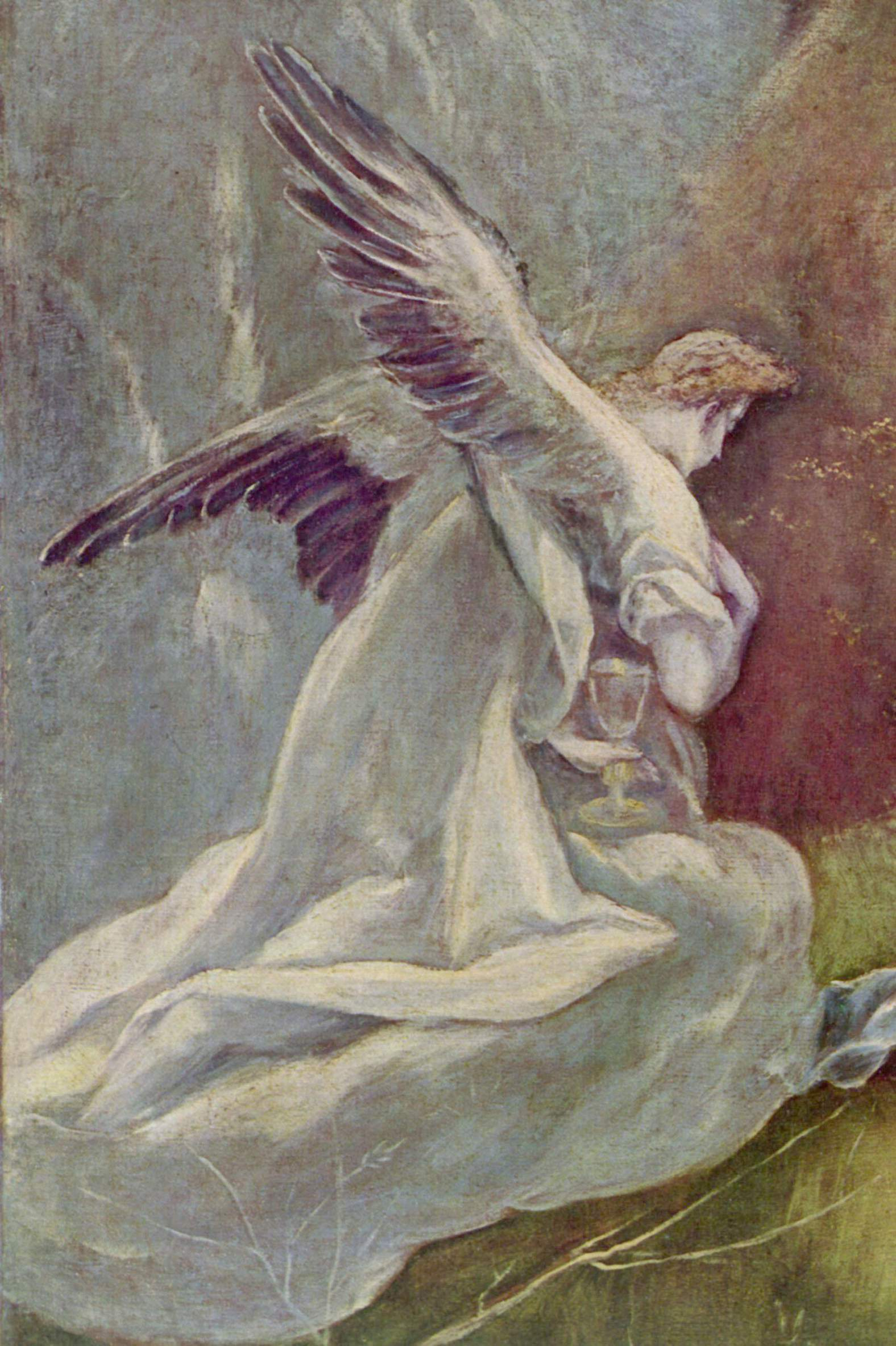
Detalle del ángel

### Datos técnicos y registrales
- Museo de Bellas Artes de Budapest, n º. de inventario: 51.2827;[7]
- Pintura al óleo sobre lienzo;
- Dimensiones: 170 x 112,5 cm;
- Datación: hacia 1605-1610, según Wethey (ca.1610–1614, según el museo);
- Firmado con letras griegas en cursiva, en el ángulo inferior derecho: δομήνικος θεοτοκóπουλος ε'ποíει.[8]
- Catalogado por Wethey con el n º. 33 y por Tiziana Frati con la referencia153-c.[9]

### Comentario sobre la obra
Según Wethey, este lienzo es formalmente muy similar y de una calidad comparable a La oración del huerto (Andújar)  —el prototipo de este modelo— por lo que es muy verosímil la atribución del mismo al propio maestro cretense, si bien con alguna intervención de su taller. La procedencia de la Catedral de Santa María de Sigüenza es dudosa porqué no fue mencionada allí ni por Ponz ni por Ceán Bermúdez.
El Dibujo de La oración en el Huerto (El Greco) fue tal vez un croquis para este lienzo o para alguna de las otras versiones de este tema.

## Procedencia
- ¿Catedral de Sigüenza?
- Guerrara Jungairo, Lisboa;
- Von Nemes, Budapest;
- Venta en París; Manzi Galleries, 17-18 de 1913, n º. 35;
- Barón André Herzog, Budapest.[12]